# Franz Heinrich Gref
Franz Heinrich Gref (* 14. Dezember 1872 in Stühlingen, Baden; † 17. September 1957 in Weilimdorf) war ein deutscher Maler.

## Leben und Werk
Gref studierte an der Akademie in München bei Christian Adam Landenberger und Moritz Weinholdt, an der Kunstgewerbeschule Karlsruhe bei Ludwig Schmid-Reutte sowie an der Stuttgarter Akademie  bei Leopold von Kalckreuth und Robert von Haug.
In Zusammenarbeit mit dem Architekten Theodor Fischer entstanden für die Kirche in Ludwigsburg-Eglosheim und die Erlöserkirche in Stuttgart künstlerische Gestaltungen. Wandbilder schuf er in den Kirchen in Neuneck und Winnenden, in der Garnisonskirche in Ulm, an der Markthalle Stuttgart sowie den Realschulen in Kirchheim/Teck und Tübingen. Seine vier großen Wandbilder von 1914 an der Markthalle Stuttgart mit Darstellungen von Bäuerinnen, Bauern und Winzern (Mineralfarbmalereien in Seccotechnik) sind erhalten und wurden 2014/15 letztmals restauriert.
Gref starb am 17. September 1957 im Alter von 84 Jahren in Weilimdorf.

## Ehrungen
- 1952: – obwohl 1933 bis 1945 NSDAP-Mitglied[2] – Verdienstkreuz (Steckkreuz) der Bundesrepublik Deutschland